# Beifuß
Der Gemeine Beifuß (Artemisia vulgaris), auch Gewürzbeifuß oder Gewöhnlicher Beifuß genannt, ist eine Pflanzenart aus der Gattung Artemisia in der Familie der Korbblütler (Asteraceae).

## Beschreibung

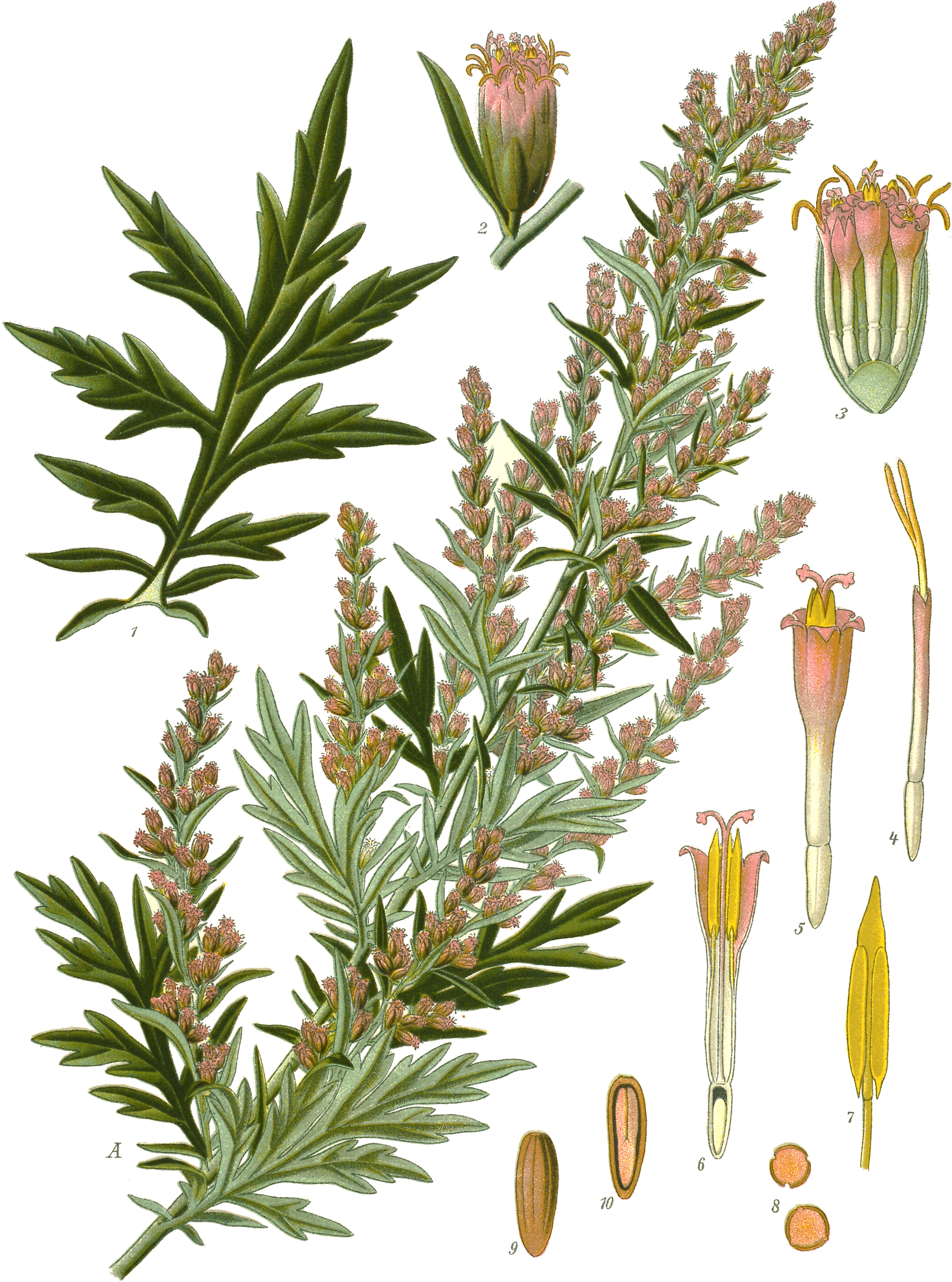
Illustration aus Köhler's Medizinalpflanzen, Band 3, 1898

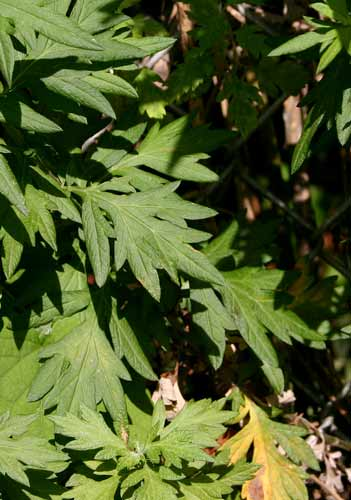
Detailaufnahme von Beifußblättern

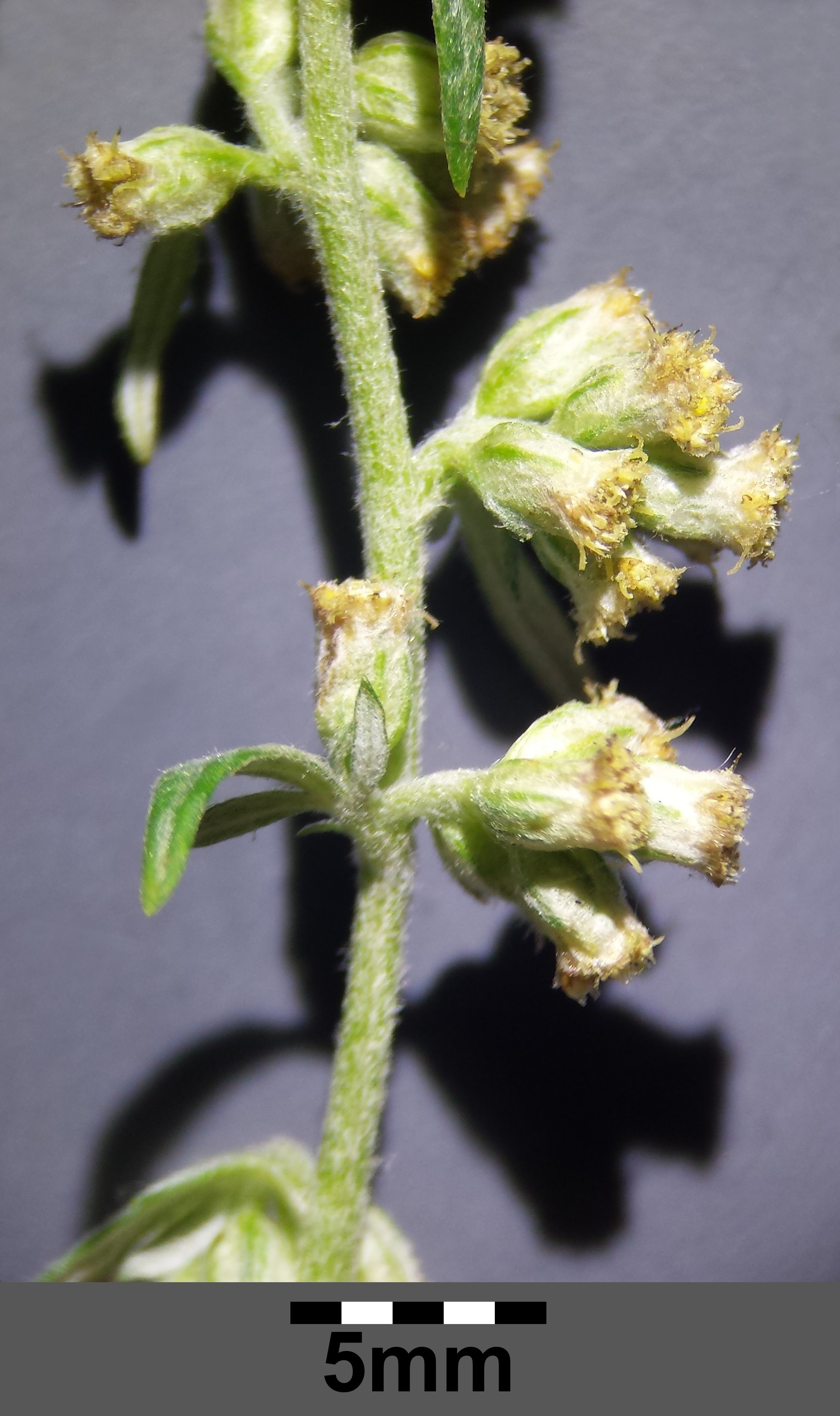
Gesamtblütenstand mit mehreren Körben, welche jeweils zahlreiche gelbliche Röhrenblüten enthalten.

Die ausdauernde krautige Pflanze erreicht Wuchshöhen von 60 Zentimeter bis zu 2 Meter. Die meist aufrechten Stängel sind höchstens spärlich behaart. Die fiederteiligen Laubblätter sind derb, meist 2,5 bis 5 (selten bis zu 10) Zentimeter lang und 2 bis 3 Zentimeter breit. Die Blattoberseite ist grün, die Unterseite weißfilzig.
In endständigen, rispigen Blütenständen stehen viele körbchenförmige Teilblütenstände zusammen. Die unscheinbaren, weißlich-grauen, gelblichen oder rotbraunen Blütenkörbchen weisen eine Höhe von 2,5 bis 3,8 Millimeter und einen Durchmesser von 2 bis 3 Millimeter auf. Die Blütenkörbchen enthalten nur fertile, radiärsymmetrische Röhrenblüten, außen sieben bis zehn weibliche und innen (selten fünf bis) acht bis 20 zwittrige. Die eiförmigen Hüllblätter sind filzig behaart. Die gelblichen bis rötlich-braunen Röhrenblüten sind 1 bis 3 Millimeter lang.
Die glatten, dunkelbraunen bis schwarzen, ellipsoiden Achänen sind 0,5 bis 1 Millimeter lang und 0,1 bis 0,3 Millimeter breit.
Die Blütezeit erstreckt sich von Juli bis September. Die Fruchtreife beginnt ab September.
Die Chromosomenzahl beträgt 2n = 18, 36, 40 oder 54.

## Verwechslungsmöglichkeiten
Die Blätter des hochgiftigen Blauen Eisenhuts weisen eine gewisse Ähnlichkeit auf. Im Gegensatz zu den Beifußblättern sind sie an der Unterseite allerdings nicht weißfilzig. Das Beifußblättrige Traubenkraut (Ambrosia artemisiifolia) ähnelt ebenfalls dem Beifuß. Der sehr ähnliche Verlotsche Beifuß riecht eher kampferartig und  blüht erst ab September/Oktober. 

## Ökologie
Der Beifuß ist ein ausdauernder, kurzlebiger Hemikryptophyt, er wurzelt 60 bis 155 mm tief.
Die Blüten unterliegen der Windbestäubung, die Pollenfreisetzung erfolgt morgens zwischen 6 und 11 Uhr; er blüht schon im ersten Lebensjahr.
Die Früchte sind nur 1,5 Millimeter lange und 0,1 mg schwere, kahle Achänen ohne Pappus, ihre Hüllblätter bilden eine Kapsel, die sich bei Trockenheit öffnet und durch den Wind ausgestreut wird. Daneben erfolgt eine Bearbeitungsausbreitung z. B. durch Kleinvögel. Die ganze Pflanze kann pro Jahr bis zu 500.000 Früchte produzieren. Die Samen sind langlebige Lichtkeimer.
Der blühende Beifuß ist ein bedeutender Auslöser für Heuschnupfen.
Die Pflanze dient zahlreichen mehr oder weniger spezialisierten Insektenarten als Nahrung. Darunter befinden sich der Gefleckte Langrüssler (Cyphocleonus dealbatus), der Wermut-Zahnrüssler (Baris artemisiae) und der Beifuß-Mönch (Cucullia absinthii).
Auf stark mit potenziell toxischen Elementen belasteten Auenböden zeigte A. vulgaris in einem zweijährigen Topfexperiment eine besonders hohe Aufnahme von Zink und Cadmium und verhielt sich wie ein Hyperakkumulator, wobei auch Kupfer und Nickel in erhöhten Mengen aufgenommen wurden. Für Cadmium wurde modelliert, dass eine Halbierung der Bodenkonzentration theoretisch bereits nach etwa acht Ernten von A. vulgaris erreichbar wäre, was die Art für Phytoextraktionskonzepte interessant macht.

## Vorkommen
Artemisia vulgaris kommt vermutlich wild in Europa, den gemäßigten Gebieten Asiens und in Nordafrika vor. In Nordamerika und Grönland ist Artemisia vulgaris ein Neophyt.
Der Beifuß ist ein typisches „Hackfrucht-Unkraut“ und verbreitete sich vermutlich zusammen mit dem neolithischen Ackerbau. In Mitteleuropa findet er sich seit der Bandkeramik. Die ursprüngliche Verbreitung des Beifußes ist heute nicht mehr zu bestimmen, nachdem er durch den Menschen über fast alle nördlichen Gebiete der Erde verbreitet wurde.
Der Beifuß ist in allen Bundesländern Österreichs und Deutschlands häufig anzutreffen. In den Allgäuer Alpen steigt er auf der Haldenwanger Alpe beim Geißhorn in Bayern bis zu einer Höhenlage von 1650 Metern auf.
Auf nährstoffreichen Böden, vor allem Ruderalfluren kommt der Beifuß wild vor. Artemisia vulgaris ist eine Charakterart der Klasse Artemisietea.
Der Anbau zur Gewinnung von Öl für die Parfümindustrie findet in Nordafrika (Algerien, Marokko) und Südeuropa (Frankreich, Balkan) statt.

## Taxonomie
Artemisia vulgaris wurde 1753 von Carl von Linné in Species Plantarum erstveröffentlicht. Synonyme für Artemisia vulgaris L. sind Artemisia opulenta Pamp., Artemisia samamisica Besser und Artemisia superba Pamp.

## Inhaltsstoffe
Vom Beifuß gibt es eine europäische (Artemisia vulgaris var. vulgaris) und eine asiatische Varietät (Artemisia vulgaris var. indica), die sich in der Zusammensetzung des ätherischen Öls unterscheiden. Die Zusammensetzung variiert jedoch auch schon lokal stark.
Die wichtigsten Inhaltsstoffe im Kraut des Beifußes sind die Sesquiterpenlactone, die für den bitteren Geschmack verantwortlich sind, und bis zu 0,2 % komplex zusammengesetztes ätherisches Öl. Der Beifuß enthält folgende Stoffklassen/Stoffe:
- Ätherisches Öl: Hauptbestandteile sind Kampfer, Thujon, 1,8-Cineol, Linalool und Santonin.[12] Die Zusammensetzung variiert aber stark und es wurden aber auch noch eine Reihe von weiteren Verbindungen wie zum Beispiel Myrcen, Borneol, Bornylacetat, Vulgarol und Sabinen identifiziert.[11]
- Sesquiterpenlactone: Vulgarin, Pilostachyin[13]
- Flavonoide: Quercetin, Rutin[11]
- Hydroxycumarine: Umbelliferon, Aesculetin[11]
- Polyine
- Triterpene[14]
- Carotinoide[14]

Aus einem chloroformischen Extrakt wurden die Sesquiterpenlactone Yomogin und 1,2,3,4-Diepoxy-11(13)-eudesmen-12,8-olid isoliert. HPLC/UV/DAD-Analysen hydroalkoholischer Extrakte belegten darüber hinaus hohe Anteile des Flavonoids Rutin sowie einen hohen Gehalt an Kaffeesäurederivaten.

## Nutzung
Die Erntezeit reicht von Juli bis Oktober. Solange die Blütenkörbchen noch geschlossen sind, schneidet man die oberen Triebspitzen ab. Sobald sich diese öffnen, werden die Blätter bitter und eignen sich nicht mehr zum Würzen. Die Erntezeit für die Wurzel ist der Spätherbst.
Beifuß gehört zu den traditionellen Grutbier-Kräutern und wird als Gewürzpflanze zu fetten, schweren Fleischgerichten benutzt. Die enthaltenen Bitterstoffe regen die Bildung von Magensaft und Gallenflüssigkeit an und unterstützen so die Verdauung. Durch Wasserdampfdestillation wird aus den getrockneten Pflanzen Parfümöl („Essence d’Armoise“) gewonnen.
Beifuß wird auch phytotherapeutisch eingesetzt. Einige Inhaltsstoffe (beispielsweise Thujon) sind giftig und machen längere Anwendungen oder hohe Gaben bedenklich. Wegen der Giftigkeit seiner ätherischen Öle wird vor der Verwendung des Beifuß in der Aromatherapie gewarnt. Die Droge nennt man Artemisiae herba oder Herba Artemisiae, es sind die getrockneten, während der Blütezeit gesammelten Stängelspitzen mit den Blütenkörbchen. In der traditionellen chinesischen Medizin findet er Verwendung in der Moxa-Therapie.
In einem Mausmodell zeigte ein wässrig-methanolischer Extrakt der oberirdischen Teile einen deutlichen hepatoprotektiven Effekt gegen D-Galactosamin/LPS-induzierte Hepatitis, belegt durch signifikant reduzierte ALT/AST-Werte und verbesserte Leberhistologie. Hydroalkoholische Extrakte erzielten in der Essigsäure-Writhing-Methode eine signifikante periphere antinozizeptive Wirkung, ohne die Leistung im Hot-Plate-Test oder die Motorik zu beeinträchtigen; analytisch wurden dabei u. a. Rutin und Kaffeesäurederivate als prägende Komponenten nachgewiesen. Pharmakologisch zeigten chloroformische und methanolische Extrakte eine spezifische, kompetitive Antagonisierung von Histamin-H1-Rezeptoren an Meerschweinchen-Ileum und -Trachea; das isolierte Sesquiterpenlacton Yomogin trug maßgeblich zu diesem Effekt bei, was einen möglichen Erklärungsansatz für traditionelle Anwendungen bei Asthma und Darmkrämpfen liefert. Aufgrund ihrer hohen Aufnahme von Zink und Cadmium auf belasteten Standorten wird die Art als Kandidatin für Phytoextraktion diskutiert; dabei ist ein sachgerechter Umgang mit der kontaminierten Biomasse, etwa über kontrollierte energetische Verwertung, zu berücksichtigen.

## Name
Der deutsche Name Beifuß (alter auch Beyfuß; althochdeutsch pīpōʒ, mittelhochdeutsch bībuoʒ, bībōz) wird von dem althochdeutschen Verb bōʒen „stoßen, schlagen“ abgeleitet. Der Zusammenhang ist unklar, gegebenenfalls besteht er darin, dass die Blätter zur Verwendung gestoßen wurden oder aufgrund der ihnen nachgesagten abstoßenden (apotropäischen) Wirkung auf sogenannte dunkle Mächte. Verwandt ist auch Amboss.
Die volksetymologische Umdeutung zu Fuß (sichtbar bereits an der mittelhochdeutschen Nebenform bīvuoʒ) steht in Zusammenhang mit einem Aberglauben, wonach Beifuß beim Laufen Ausdauer und Geschwindigkeit verleihen würde, wie bereits Plinius berichtete.
Trivialnamen
Weitere deutschsprachige Trivialnamen sind Besenkraut, Fliegenkraut, Gänsekraut, Johannesgürtelkraut, Jungfernkraut, Sonnenwendkraut, Weiberkraut, Wilder Wermut oder Wisch. Im deutschsprachigen Raum werden oder wurden für diese Pflanzenart, zum Teil nur regional, auch die folgenden weiteren Trivialnamen verwandt: Beifess (Siebenbürgen), Beipes (Erzgebirge), Beiposs (mittelhochdeutsch), Beiras (mittelhochdeutsch), Beivoss, Beiweich (mittelhochdeutsch), Bibes (althochdeutsch), Biboess (mittelhochdeutsch), Bibot (Altmark, althochdeutsch), Biboz, Bibs (Inselsberg), Bibus (mittelhochdeutsch), Biefes (Eifel, Altenahr), Bifaut (Pommern), Bifood (Holstein), Bifoss (mittelniederdeutsch), Bifot (Pommern, Mecklenburg), Bigfood (Holstein), Bivoet, Bivuz (mittelhochdeutsch), Biwes (Ruhla), Bletechan (mittelhochdeutsch), Buchen (mittelhochdeutsch), Buck, Buckela (Bern), Bucken, Budschen, Bugel (mittelhochdeutsch), Bugga (mittelhochdeutsch), Bugge (mittelhochdeutsch), Buggel (mittelhochdeutsch), Buggila (mittelhochdeutsch), Bybot (mittelniederdeutsch), Byfas (mittelniederdeutsch), Byfass (mittelniederdeutsch), Byfoss (mittelniederdeutsch), Byfus, Byssmolte (mittelhochdeutsch), Byvoet (mittelniederdeutsch), Bywt, Flegenkraut (Altmark), Gänsekraut (Schlesien), Gurtelkraut (mittelhochdeutsch), Hermalter (mittelhochdeutsch), Himmelker (mittelhochdeutsch, bereits um 1519 erwähnt), Himmelskehr, St. Johannisgürtel (Österreich, Schweiz), St. Johanniskraut (Vorarlberg), Jungfernkraut (Altmark), Männerkrieg, Magert (Bremen), Melcherstengel (Augsburg), Müggerk (Ostfriesland, Oldenburg), Muggart, Muggerk (Oldenburg), Muggert (Ostfriesland), Mugwurz, Muterkraut, Muzwut, Peifos, Peipoz, Pesenmalten (mittelhochdeutsch), Pesmalten, Peypoz (althochdeutsch), Pipoz (althochdeutsch), Puckel (mittelhochdeutsch), Puggel (mittelhochdeutsch), Gross Reinfarn (mittelhochdeutsch), Reynber (mittelhochdeutsch), Rotbuggele (Schweiz), Siosmelta (althochdeutsch), Schossmalten (Salzburg, Linz), Sonnenwendel, Sonnenwendgürtel, Sunbentgürtel, Sunibentgürtel (mittelhochdeutsch), Suniwendgürtel (mittelhochdeutsch), Sunnenwendelgürtel, Weiberkraut, Weibpass (mittelhochdeutsch), Wermet (Bern), Wermut (mittelhochdeutsch), Wipose (mittelhochdeutsch), Wisch (Eifel) und Wil Wurmbiok (Wangerooge).
Die ukrainische Bezeichnung von Beifuß ist Tschornobyl oder Tschornobylnyk (Чорнобиль, Чорнобильник), nach der eine dortige Stadt und das havarierte Atomkraftwerk benannt wurden.

## Geschichte
Unklar bleibt zuweilen, welche Pflanzen-Arten in den Heilpflanzen-Büchern der antiken und mittelalterlichen Autoren mit den Namen „Artemisia“ (gelegentlich auch Arthemisia geschrieben), „Biboz“, „Peipoz“, „Peyfues“ (auch Byfuß und Beyfuß) und „Bucken“ gemeint waren. In Frage kommen neben Artemisia vulgaris in der Antike vor allem Artemisia campestris und Artemisia arborescens sowie Artemisia maritima. Durch Abbildung und Beschreibung wurde diesen Namen erst ab der Wende vom 15. zum 16. Jahrhundert die Pflanzen-Art Beifuß (Artemisia vulgaris) sicher zugeordnet.
Als „Mutter der Kräuter“ (mater herbarum) bezeichnet (Macer floridus 11. Jahrhundert), galt der Beifuß als Hauptmittel zur Behandlung von Frauenkrankheiten. In zweiter Linie sollte er Verdauungsstörungen und Harnstauung heilen.
Beifuß sowie mit Beifuß gewürztes Bier galten im späten 18. Jahrhundert als der weiblichen Gesundheit in Bezug auf Fruchtbarkeit, Menstruation und Geburt förderlich. Auch sollte es bei Nieren- und Blasensteinen Heilung verschaffen.

### Beifuß in Ritus und Mythologie
Nach Plinius sollten Wanderer, die „Artemisia“ bei sich tragen, auf der Reise nicht müde werden.
Das erste Kräuterbuch in deutscher Sprache, das in der ersten Hälfte des 12. Jh. geschriebene Prüller Kräuterbuch, beschrieb die rituelle Verwendung von Beifußkraut in der Geburtshilfe:
„Biboz … iſt dem wib zediu gŏt. da ſi da geniſit. bint irz uf den buch. ſi geniſet ſa zeſtunte. nim iz ab scire. daz daz ineider iht nahcge.“ („… Beifuß ist gut für die Frau, die sich von der Geburt erholt. Binde ihr Beifuß auf den Bauch und sie erholt sich schnell. Nimm es alsbald wieder weg, damit es keinen Vorfall von inneren Organen gebe.“)
Im Deutschen Macer (13. Jh.) wurde zwischen einem Beifuß mit rotem Stiel und einem Beifuß mit weißem Stiel unterschieden. Die Blätter des rotstieligen Beifuß, nach unten abgestreift, sollten bei verspäteter Menstruation helfen, die des weißstieligen, nach oben abgestreift, bei zu lange dauernder Menstruation.
Besondere Beziehung sollte der Beifuß zur Sommer-Sonnenwende haben. Daher rühren seine Benennungen „Sunbent Gürtel“, „Sant Johans Kraut“ und „Himmelker“. Umgürtet mit einem Kranz aus Beifuß wurde das Johannisfeuer umtanzt. Dieser Kranz wurde anschließend „zusammen mit allen Anfeindungen“ ins Feuer geworfen.
Das Beifuß-Kraut wurde in früheren Zeiten in Mitteleuropa zur Sommer- und Wintersonnenwende (vor allem in den zwölf Rauhnächten) zusammen mit anderen getrocknetenen Kräutern zur Abwehr von bösen Geistern in Häusern und Ställen als Räuchermittel genutzt. Der Ursprung dieses Brauchtums liegt vermutlich in alten kultischen Handlungen der Germanen.
Der Beifuß ist das erste der neun Kräuter in dem altenglischen Text Nine Herbs Charm, Näheres siehe dort.
Beifuß galt im Mittelalter als sehr wirksames Mittel gegen und für Hexerei. Beigemischt war es Bestandteil vieler sogenannter magischer Rezepturen. Am Dachfirst mit den Spitzen nach unten geheftet, wehrt Beifuß angeblich Blitze ab und hält Seuchen fern. Ähnliches gilt für die Thorellensteine oder auch Narrenkohle genannt, die man dem Glauben nach am Johannestag an den Wurzeln der Pflanze findet.

### Beifußwurzeln gegen Epilepsie
„Beyfůssz: oder Buck. ... Die magi graben diße wurtzel vff S. Johanns abent / ſo die ſonn vndergadt / ſo finden ſye darbey ſchwartze köenlin an der wurtzelen hangen. Vnnd das dem alſo / hab ich ſelb geſehen / iſt ein ſonderlich geheymnuſſz was damit gehandlet würt. …“

„Diß erwürdig kraut Beifůß / oder Bucken / S. Johans kraut vnnd gurtel / iſt auch in die ſuperſtition vnnd zauberey kommen / alſo das etlich diß kraut / auff gewiſſen tag vnd ſtund graben wie Verbenam / ſůchen kolen vnd narren ſteyn darunder / für febres …“

„Artemisia … Die Wurzel wird selten gebraucht, einige machen viel Weſens von den Beyfußkohlen, welche nichts anders sind, als die alten, abgestorbenen schwarzen Wurzeln davon, sie sollen ein zuverlässig Mittel wider die fallende Krankheit ſein, und im Sommer um Johannistag geſammelt werden. …“

Im 19. Jh. (1824 – ca. 1900) wurden Beifußwurzeln im deutschsprachigen Raum zur Behandlung der Epilepsie eingesetzt.
Im Bundesanzeiger Nr. 122 vom 6. Juli 1988 veröffentlichte die Kommission E des ehemaligen Bundesgesundheitsamtes eine (Negativ-)Monographie über Beifuß-Kraut und Beifuß-Wurzel. Darin wird eine therapeutische Anwendung nicht empfohlen.

### Historische Abbildungen

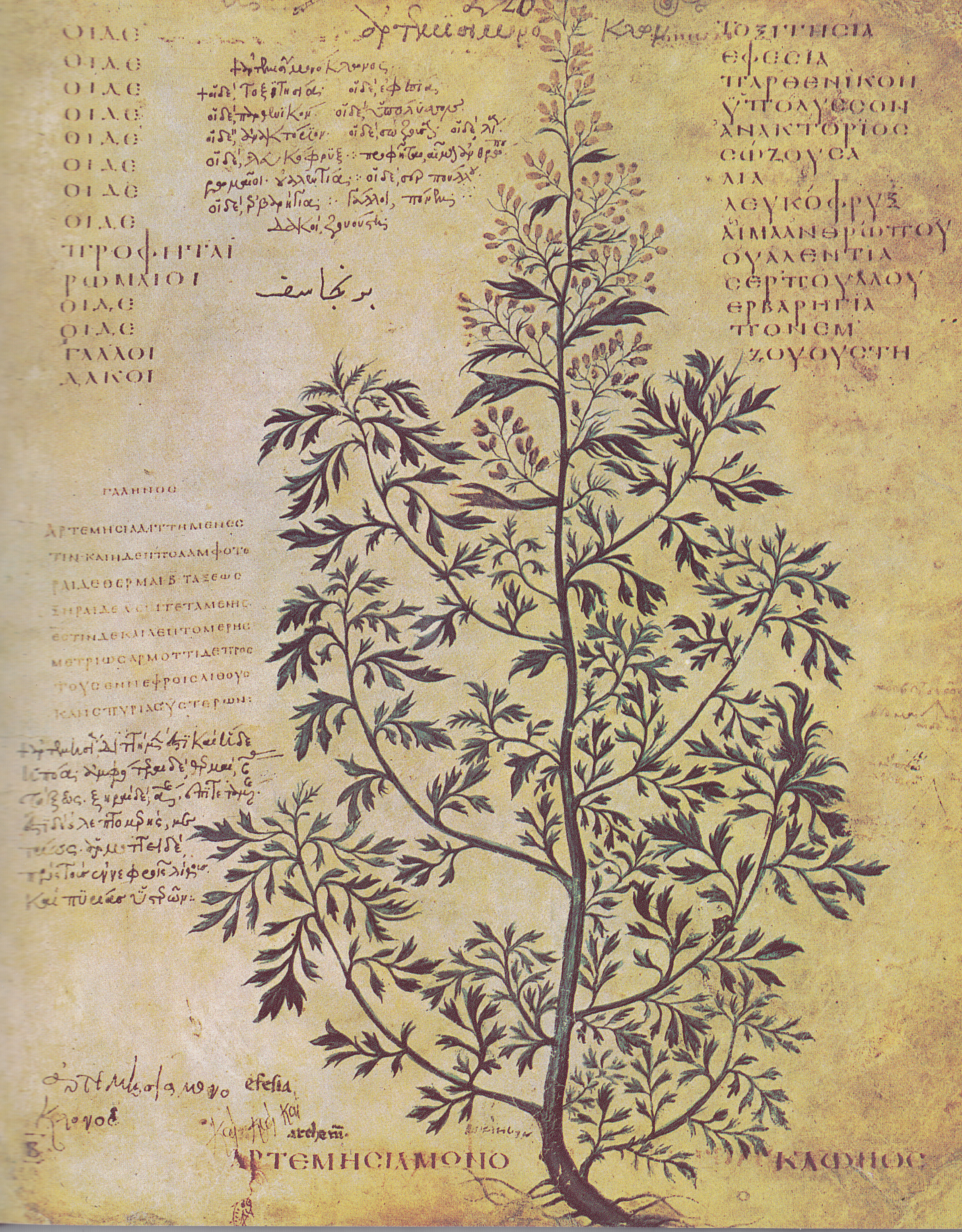
Wiener Dioskurides 6. Jh. Artemisia monoclonos
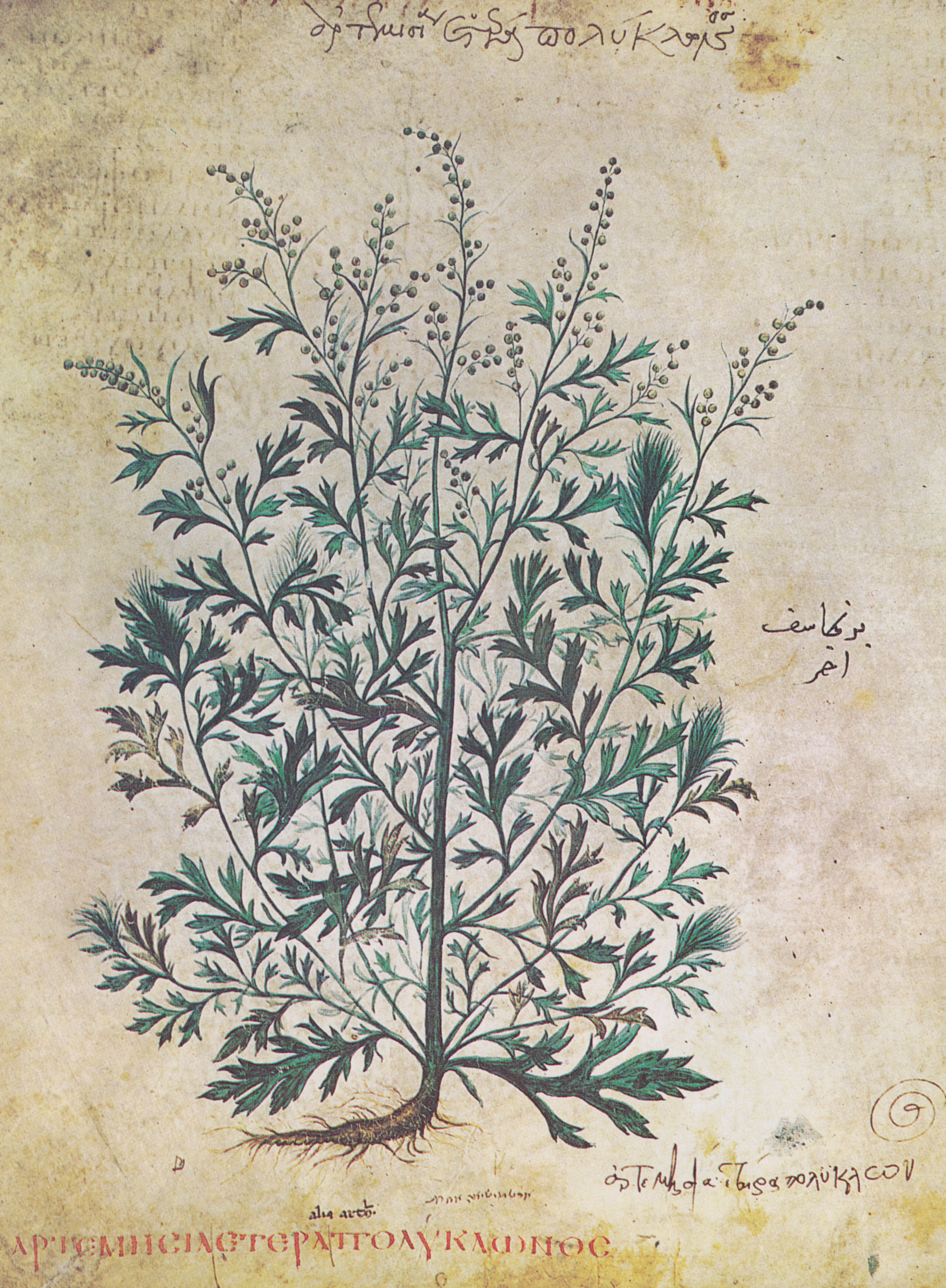
Wiener Dioskurides 6. Jh. Artemisia polyclonos

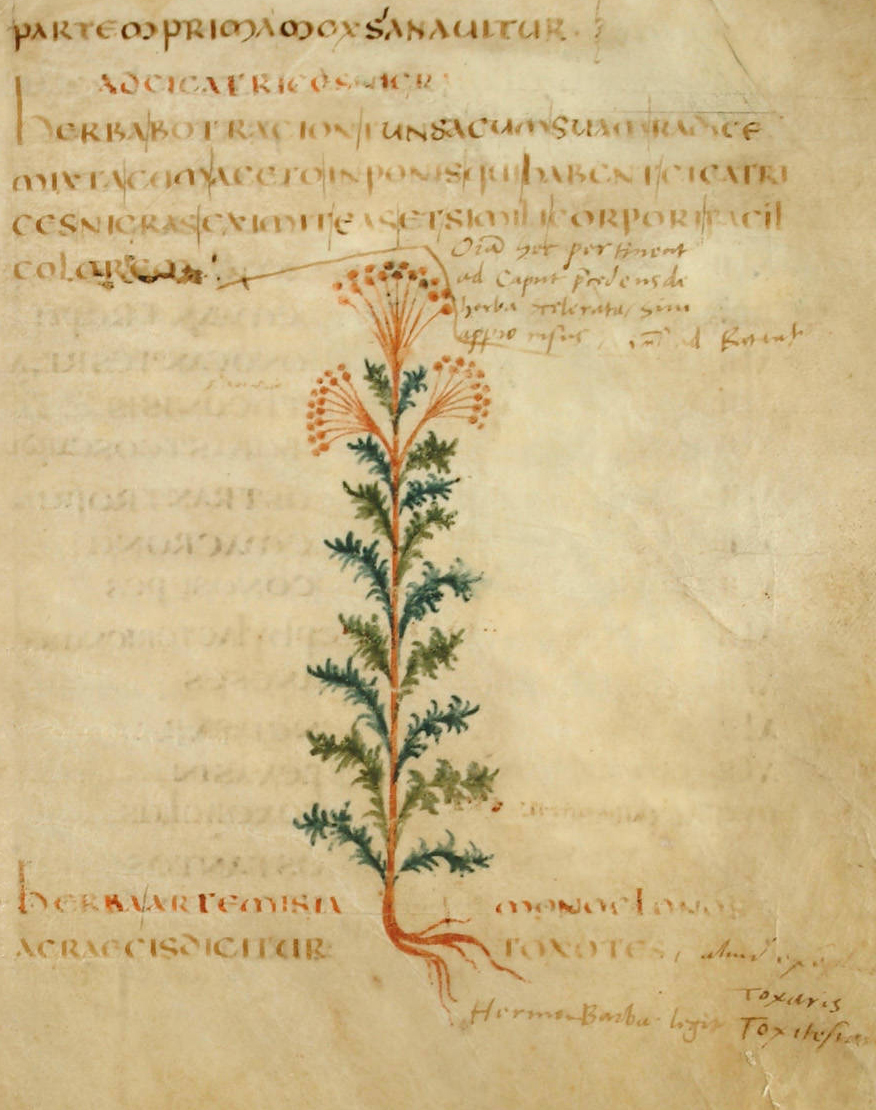
Pseudo-Apuleius Leiden 6. Jh. Herba artemisia monoclonos
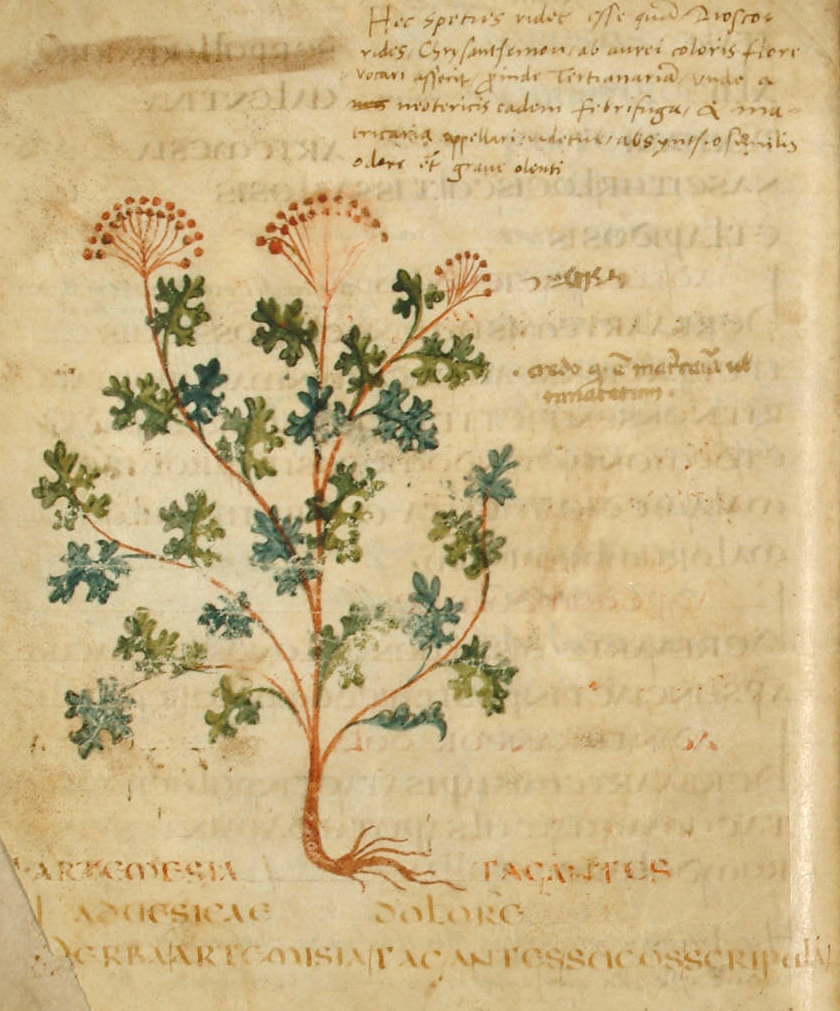
Pseudo-Apuleius Leiden 6. Jh. Herba artemisia tagantes
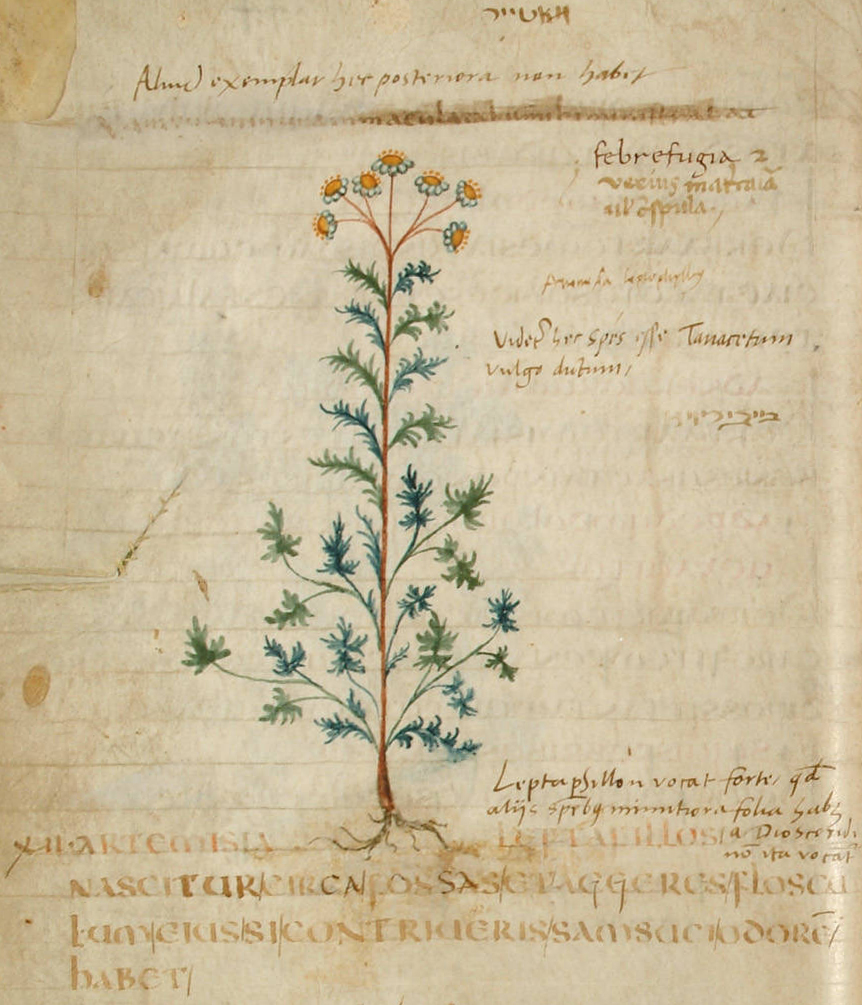
Pseudo-Apuleius Leiden 6. Jh. Herba artemisia leptofillos

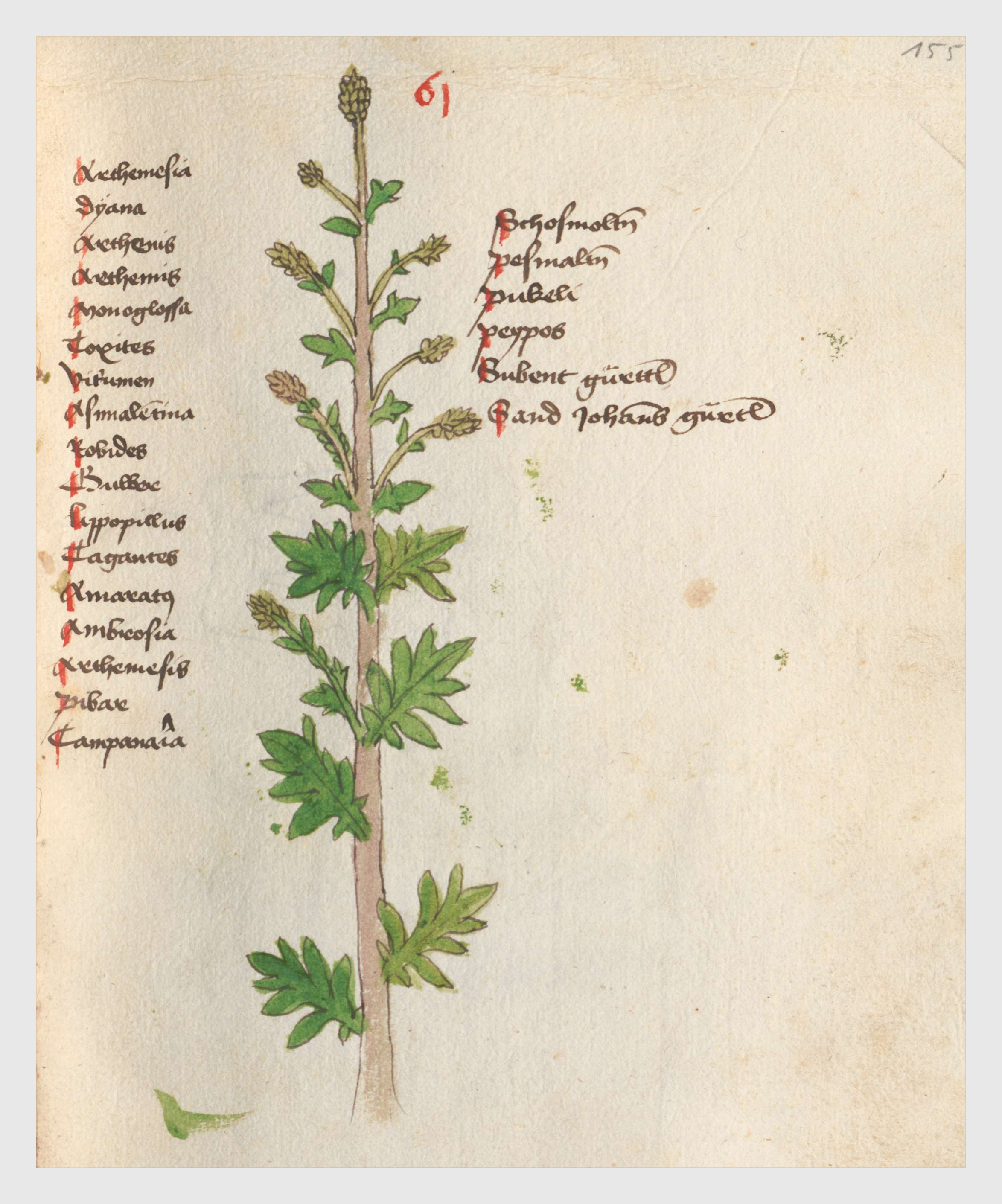
Vitus Auslasser 1479
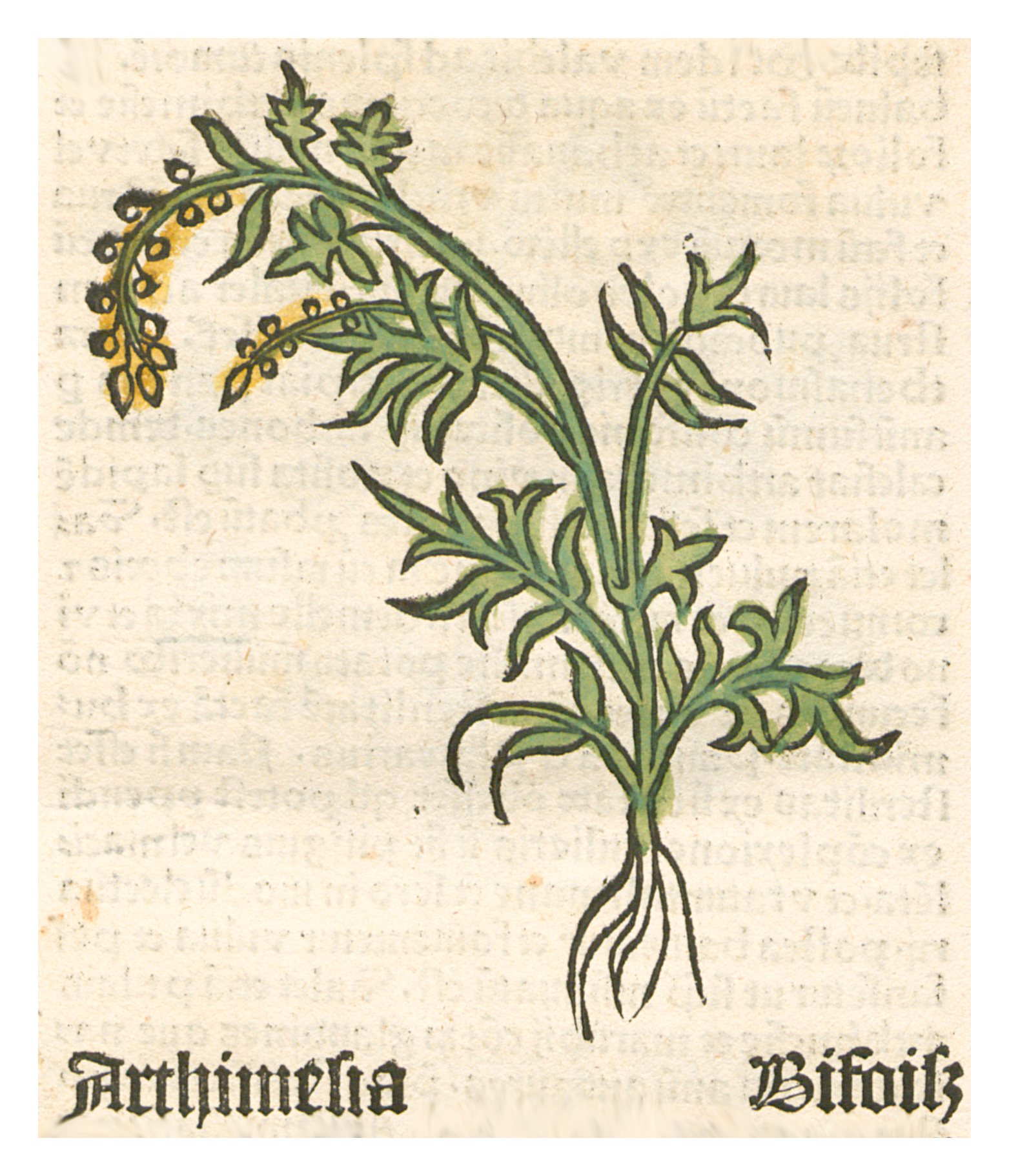
Herbarius moguntinus 1484
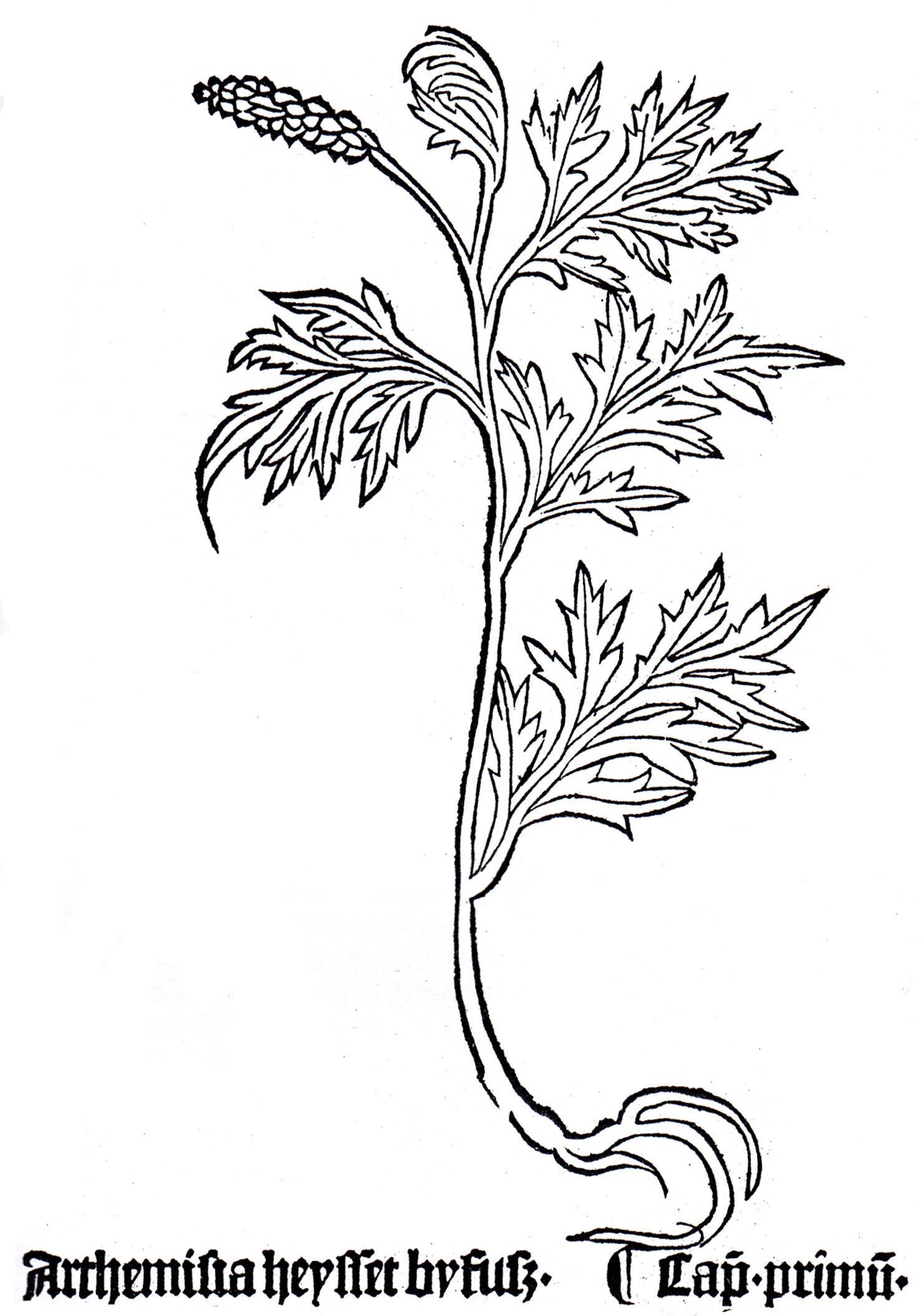
Gart der Gesundheit 1485
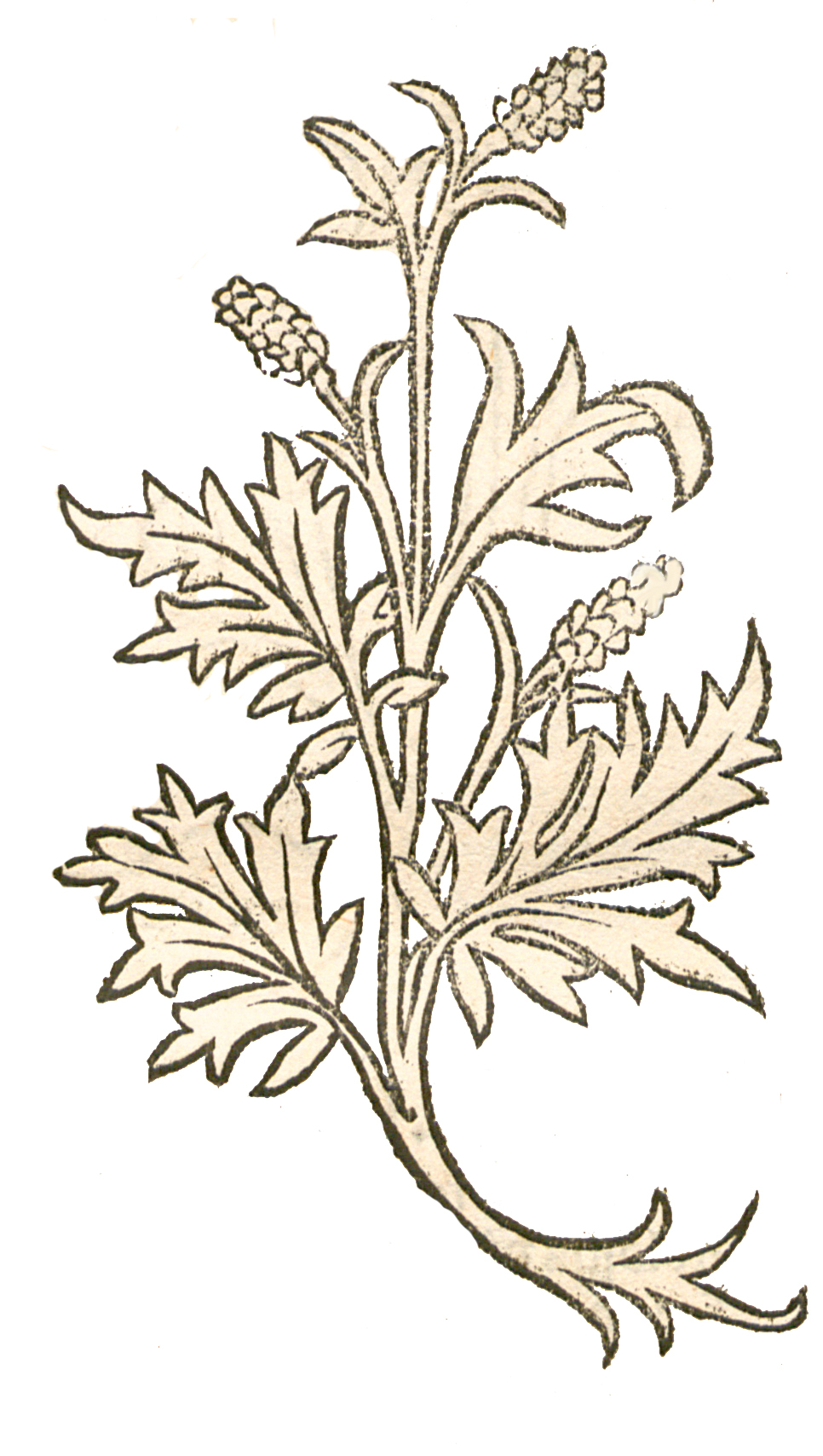
Hortus sanitatis 1491

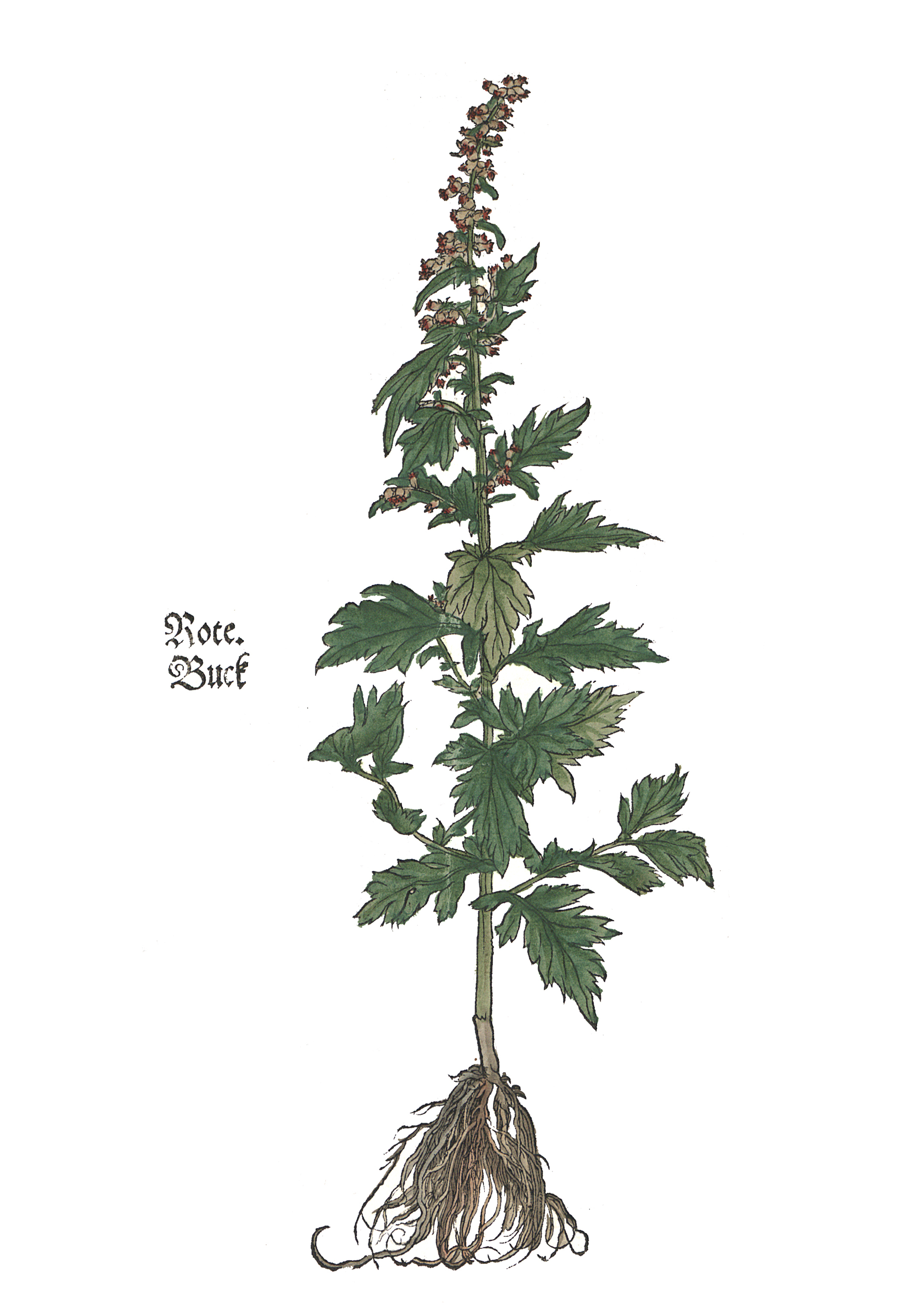
Otto Brunfels 1532
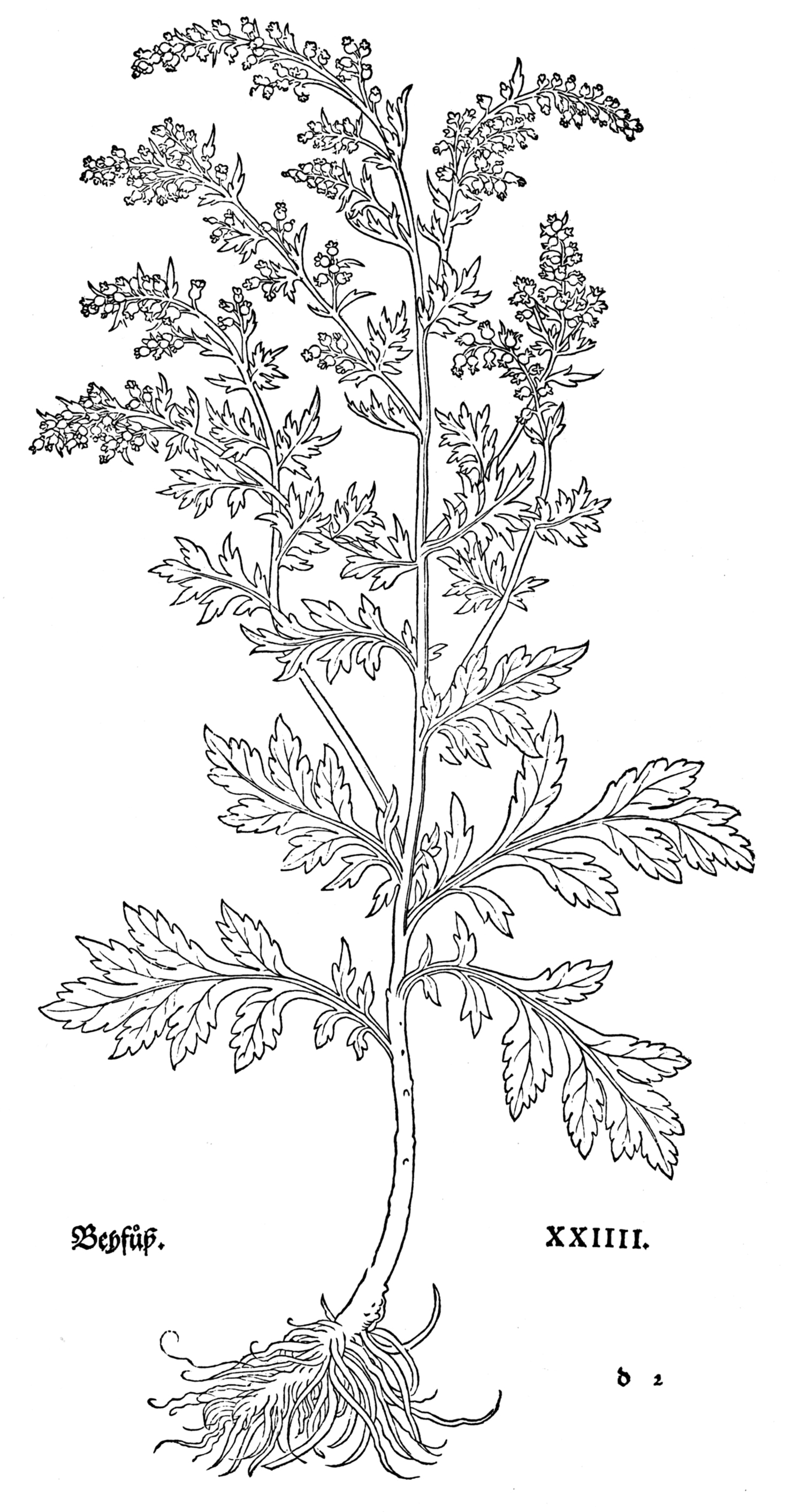
Leonhart Fuchs. 1543
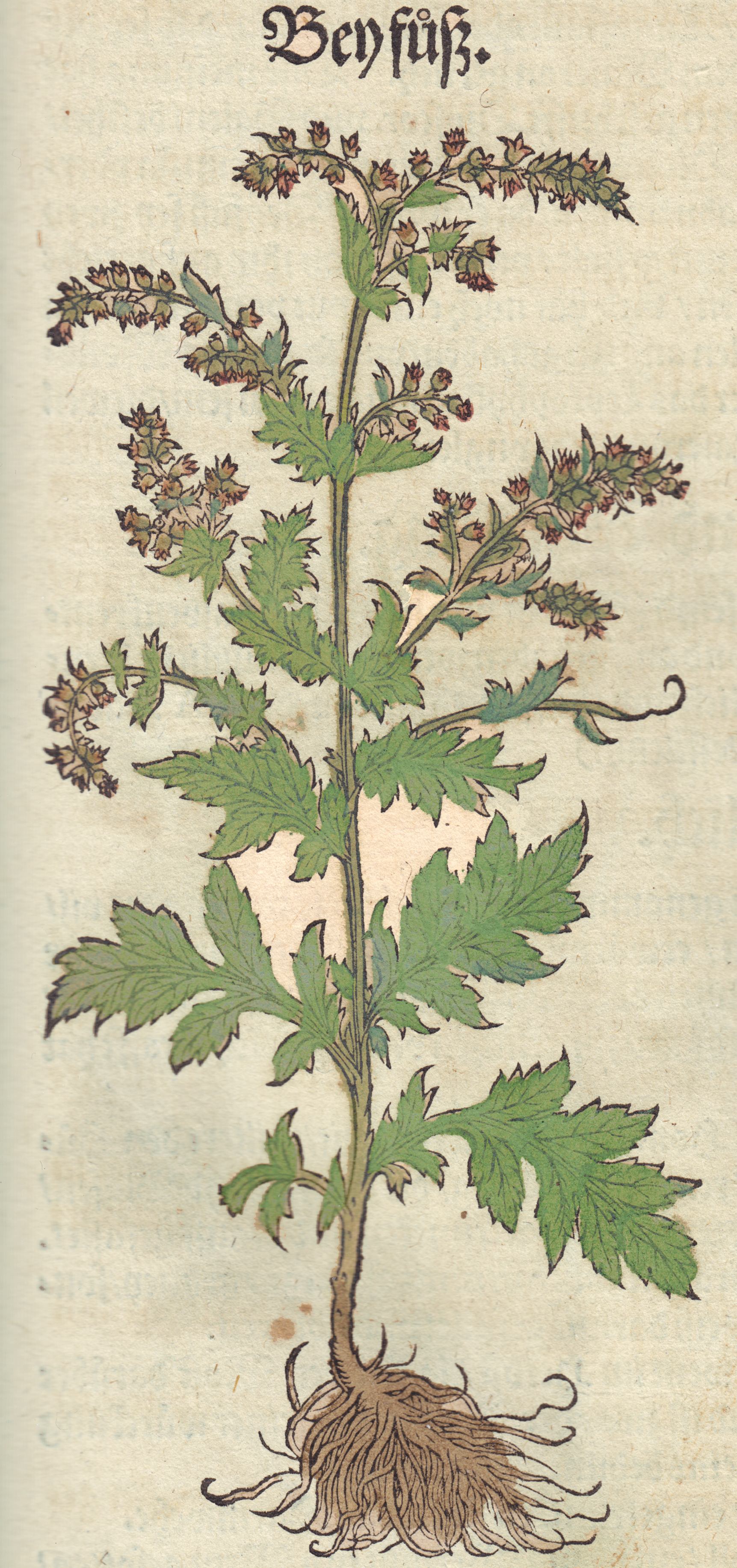
Hieronymus Bock 1546
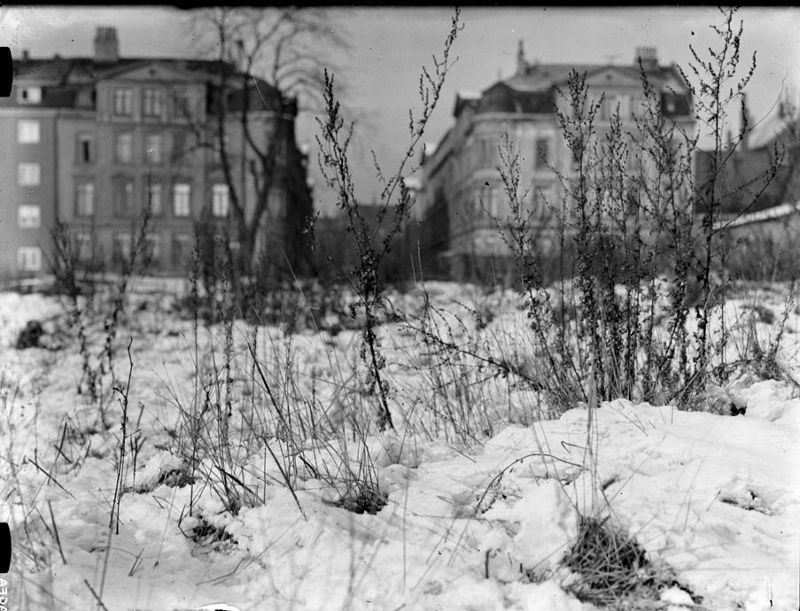
Reinhold Tüxen, 1933